# Лиф Рапидс
Лиф Рапидс (енгл. Leaf Rapids) је варошица у северозападном делу канадске провинције Манитоба и део је географско-статистичке регије Север. Насеље лежи на обалама реке Черчил, на око 1.000 км северно од административног центра провинције града Винипега и повезано је магистралним друмом број 391 са југом провинције. Око 6 км северно од насеља налази се и мањи аеродром (чартер летови ка Томпсону).
Настанак насеља директно је везан за откриће богатих лежишта руда бакра и цинка 1969. у подручју око језера Рутан на неких 25 км од садашњег насеља. Одмах по открићу кренуло се у пројекат изградње насеља у којем би били смештени радници из новоотворених рудника. Први становници доселили су се 1971, а у децембру исте године насеље је административно формирано као самоуправна општина. Године 1976. Лиф Рапидс добија статус варошице и у том тренутку број становника се попео на преко 2.000 људи. Због начина на који је настао Лиф Рапидс често називају инстант насељем.
Према резултатима пописа становништва из 2011. у варошици су живела 453 становника у укупно 270 домаћинства, што је за 16% мање у односу на 539 житеља колико је регистровано
приликом пописа 2006. године. Број становника је нагло почео да опада након затварања рудника 2002. године.
Лиф Рапидс је 1975. је добио међународну архитектонску награду због своје специфичне архитектуре и начина на који је сурова околина претворена у стамбена подручја уз поштовање свих еколошких смерница. Занимљиво је да су власти у варошици у марту 2007. забраниле кориштење пластичних кеса у трговачким објектима поставши тако пионири у овој области у целој Канади.

## Становништво
| 1996. | 2001. | 2006. | 2011. |
| ----- | ----- | ----- | ----- |
| 1.504 | 1.309 | 539   | 453   |